# Anastomosi
L'anastomosi és, en botànica i zoologia, la unió d'uns elements anatòmics amb d'altres del mateix animal o de la mateixa planta.

## Etimologia
La paraula anastamosi té el seu origen al mot llatí anastomōsis, i aquest, al seu torn s'originà a partir del grec αναστóμωσις, que significa embocadura.

## Anastomosi de vasos sanguinis
L'anastomosi de vasos sanguinis és la unió de dos vasos sanguinis (venes i artèries), en concret la conjunció d'un de menor calibre en un de calibre major. Aquest fenomen sol produir-se a conseqüència de la reirrigació d'una regió isquèmica (zona sense arribada de flux sanguini). El procés de reirrigació comporta l'acció del metabolisme mitjançant mediadors químics per tornar a irrigar una regió isquèmica, anastomosant les vies sanguínies del voltant amb les quals hi estableix interacció.
Un altre exemple d'anastosmosi seria un tipus d'unió comunicant anomenada unió estreta o íntima, que es produeix en unions cel·lulars.